# Listă de publicații de cultură din Republica Moldova
Aceasta este o listă de publicații de cultură din Republica Moldova
- Contrafort (revistă)
- Sud-Est cultural [1]

- Literatura și Arta